# Павлов, Александр Александрович (мотогонщик)
Алекса́ндр Алекса́ндрович Па́влов (род. 30 мая 1962) — советский и российский спортсмен, спидвейный мотогонщик. Двукратный чемпион СССР и трёхкратный чемпион России в командном зачётё, вице-чемпион России в личном зачёте.

## Биография
Воспитанник балаковского спидвея. За балаковскую "Турбину" провёл большую часть советского отрезка спортивной карьеры – с 1980 по 1990 гг., выиграв в её составе два чемпионата страны. В 1991 г. перешёл уфимскую "Башкирию", а 1994 – в тольяттинские "Жигули", при этом выиграв три чемпионата страны подряд (1993-1995). В 1996 приостановил спортивную карьеру, вернувшись в большой спорт в 2003 г. – в 41 год, в состав возрождённой «Турбины». Также провёл по одному сезону за "Салават" и "Меткор" (Стерлитамак).
Также выступал в финской лиге в составе петербургского клуба «Нева» (1994, 1997 гг.)
Главный успех в личном зачёте – серебро личного чемпионата России 1991 года.
Тёзка известного советского спидвейного гонщика из Владивостока 1960-1970-х гг. Александра Николаевича Павлова.

## Среднезаездный результат
| Лига  | 1980        | 1981        | 1982        | 1983        | 1984        | 1985        | 1986          | 1987          | 1988          | 1989          | 1990          | 1991           | 1992           | 1993           | 1994          | 1995            | 1997       | 2003               | 2004          | 2006         |
| ----- | ----------- | ----------- | ----------- | ----------- | ----------- | ----------- | ------------- | ------------- | ------------- | ------------- | ------------- | -------------- | -------------- | -------------- | ------------- | --------------- | ---------- | ------------------ | ------------- | ------------ |
| (ВЛ)/ | ??? Турбина | ??? Турбина | ??? Турбина | ??? Турбина | ??? Турбина | ??? Турбина | 2,034 Турбина | 2,500 Турбина | 1,859 Турбина | 1,820 Турбина | 3,167 Турбина | 2,383 Башкирия | 2,200 Башкирия | 1,967 Башкирия | 2,258 Жигули  | 2,364 Мега-Лада | -          | 1,875 СТМК Турбина | 1,889 Салават | 1,483 Меткор |
| (I)   | -           | -           | -           | -           | -           | -           | -             | -             | -             | -             | -             | -              | -              | -              | 3,000 Пиетари | -               | 2,400 Нева | -                  | -             | -            |

## Достижения

### В СССР/России
- Чемпионат СССР/СНГ по спидвею

в командном зачёте — 1 место (1984, 1989), 2 место (1985, 1987), 3 место (1980, 1981, 1988, 1990, 1992)
- Чемпионат России по спидвею

в командном зачёте — 1 место (1993, 1994, 1995), 3 место (2004)
в личном зачёте — 2 место (1991)

### Прочее
- Мемориал Баскакова (Салават) — 2 место (1991, 1993)